# Mohuřice
Mohuřice jsou malá vesnice, část obce Slavče v okrese České Budějovice v Jihočeském kraji. Nachází se asi 1,5 kilometru severně od Slavče u Trhových Svin. Prochází zde silnice II/157. Je zde evidováno 46 adres. V roce 2011 zde trvale žilo 77 obyvatel.
Mohuřice je také název katastrálního území o rozloze 5,12 km². V katastrálním území Mohuřice leží i Lniště.

## Historie
První písemná zmínka o vesnici pochází z roku 1186.

## Obyvatelstvo
| Rok            | 1869 | 1880 | 1890 | 1900 | 1910 | 1921 | 1930 | 1950 | 1961 | 1970 | 1980 | 1991 | 2001 | 2011 | 2021 |
| -------------- | ---- | ---- | ---- | ---- | ---- | ---- | ---- | ---- | ---- | ---- | ---- | ---- | ---- | ---- | ---- |
| Počet obyvatel | 182  | 201  | 213  | 186  | 214  | 202  | 162  | 121  | 128  | 97   | 90   | 66   | 67   | 77   | 83   |
| Počet domů     | 32   | 34   | 34   | 36   | 38   | 37   | 40   | 36   | 87   | 29   | 31   | 33   | 42   | 44   | 46   |

## Obecní správa
Při sčítání lidu v letech 1850–1943 Mohuřice byly samostatnou obcí v okrese České Budějovice (v letech 1850–1910 Budějovice). V letech 1943–1945 byly osadou obce Slavče, ale v letech 1945–1964 byly uváděny znovu jako obec, se kterým patřily nejprve do okresu České Budějovice, ale v roce 1950 v okrese Trhové Sviny a od roku 1960 opět v okrese České Budějovice. Od 14. června 1964 jsou opět částí obce Slavče v okrese České Budějovice. V letech 1850–1927 k obci patřily Keblany a v letech 1869–1890 také Záluží.

## Pamětihodnosti
- Dvoje boží muka
- Ve druhé řadě domů na návsi se skrývá štít z roku 1842.